# Christian Mentzel

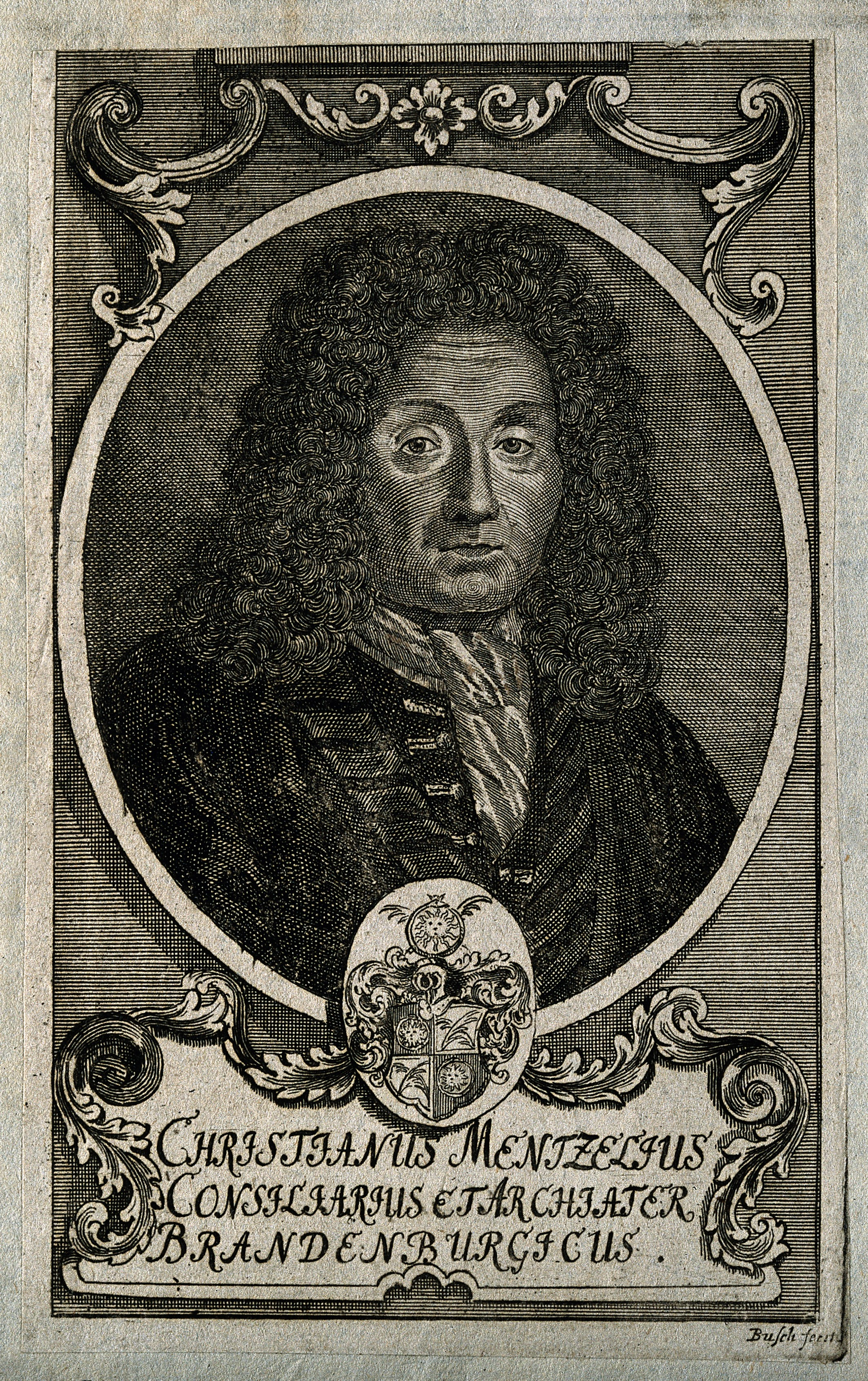
Christian Mentzel

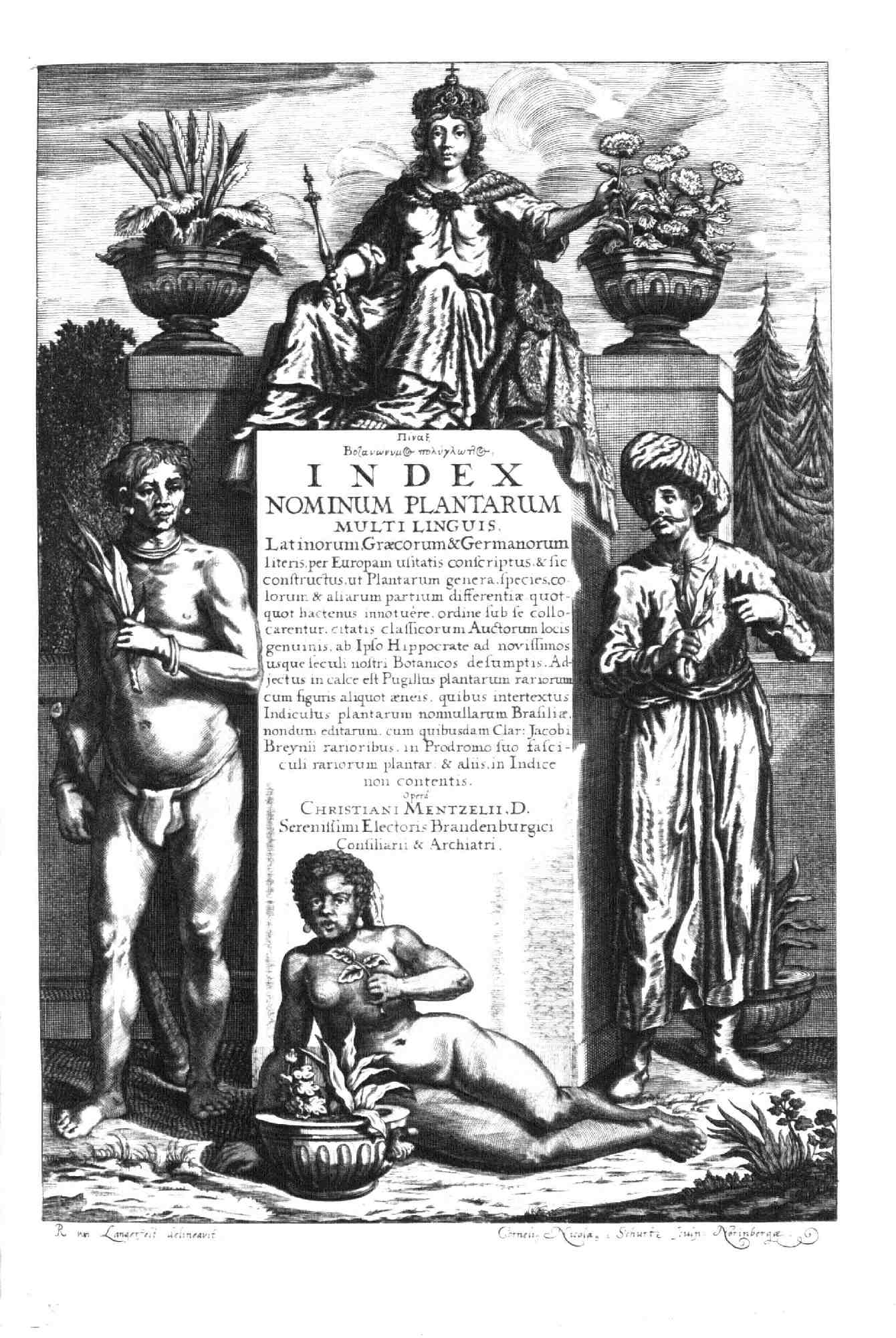
Frontispiz der Erstausgabe des Lexicon plantarum polyglottum universale (Berlin 1682).

Christian Mentzel (* 15. Juni 1622 in Fürstenwalde/Spree; † 27. Januar 1701 in Berlin, latinisiert Christianus Mentzelius) war ein deutscher Arzt, Botaniker und Sinologe.

## Leben und Werk
Er war Sohn des Bürgermeisters der Stadt Fürstenwalde und studierte an den Universitäten zu Frankfurt/Oder und Königsberg (Ostpreußen) Medizin und Naturwissenschaften. Anschließend unternahm er eine Reise durch Polen, die Niederlande, Italien und Malta und wurde 1654 in Padua promoviert. Nach seiner Rückkehr ließ er sich als praktischer Arzt in Berlin nieder, wo er 1658 vom Kurfürsten Friedrich Wilhelm zum Leibarzt und kurfürstlichen Rat ernannt wurde.
Mentzel beschäftigte sich vielfältig mit Botanik. Seine Hauptwerke waren der Centuria plantarum circa nobile Gedanum sponte nascentium (Danzig 1650) und das Lexicon plantarum polyglottum universale, das erstmals 1682 in Berlin erschien und bis 1815 immer wieder neu aufgelegt wurde. Außerdem beschäftigte er sich im kurfürstlichen Auftrag als Nachfolger des Sinologen Andreas Müller mit der chinesischen Kultur, Geschichte und Sprache und pflegte Kontakte zum Missionar Philippe Couplet. Er gab mit der Sylloge minutiarum lexici Latino-Sinico-Characteristici (Nürnberg 1685) das erste chinesische Zeichenlexikon in Europa heraus, 1696 einen umfangreichen Abriss der chinesischen Geschichte unter dem Titel Kurtze Chinesische Chronologia oder Zeit-Register/ Aller Chinesischen Käyser/ Von ihrem also vermeinten Anfang der Welt bis hieher zu unsern Zeiten/ des … 1696sten Jahres/ In einer richtigen Ordnung von Jahren zu Jahren/ … auch mit zween Chinesischen erklährten Tafeln der vornehmsten Geschichten von ihrem Anbeginn der Welt/ Gezogen aus der Chineser Kinder-Lehre Siao Ul Hio oder Lun genandt, das dem Oberpräsidenten Eberhard von Danckelman gewidmet ist.
Auf Bitten des Kurfürsten schuf Mentzel aus den Eckhout-Illustrationen der Niederländisch-Brasilien-Erkundung (1637–1644) das vierbändige Werk Theatrum rerum naturalium Brasiliae, das heute Bestandteil der in der Jagiellonischen Bibliothek verwahrten Libri Picturati ist. Am 18. Februar 1675 wurde er mit dem Beinamen Apollo zum Mitglied der Leopoldina gewählt.

## Ehrungen
Charles Plumier benannte ihm zu Ehren die Gattung Mentzelia der Pflanzenfamilie der Blumennesselgewächse (Loasaceae). Carl von Linné übernahm später diesen Namen.
Anlässlich seines 400. Geburtstags fand am 15. Juni 2022 in seiner Heimatstadt Fürstenwalde/Spree ein kulturhistorisches Kolloquium statt, in dessen Zusammenhang ein Weg am nördlichen Spreeufer nach Christian Mentzel benannt wurde.

## Schriften (Auswahl)
- Centuria plantarum circa nobile Gedanum Sponte nascentium […]. Danzig 1650 (Digitalisat).